# Bukovice (Brno-vidéki járás)
Bukovice község Csehországban, Brno-vidéki járásban. Bukovice Brťov-Jeneč, Rohozec, Zhoř, Rašov és Unín településekkel határos. Lakosainak száma 91 fő (2024. január 1.).

## Népesség
A település lakosságának változását az alábbi diagram mutatja:
| Lakosok száma | 165  | 187  | 159  | 122  | 86   | 57   | 75   | 76   | 84   | 91   |
|               | 1869 | 1890 | 1921 | 1950 | 1980 | 2001 | 2017 | 2019 | 2022 | 2024 |